# Hans Grisebach (Biochemiker)
Hans Rudolf Grisebach (* 7. Februar 1926 in Breslau; † 13. März 1990 in Freiburg im Breisgau) war ein deutscher Biochemiker.
Hans Grisebach war der Sohn des Kunsthistorikers August Grisebach. Seine Mutter Hanna Grisebach geb. Blumenthal stammte aus einer Berliner emanzipierten jüdischen Fabrikantenfamilie, weshalb August Grisebach 1937 in Heidelberg zwangspensioniert wurde und seine Universitätsprofessur verlor. Von 1937 bis 1945 überlebte die Familie in Potsdam, wo sie Verbindungen zu einem Pfarrer der Bekennenden Kirche hatte. 
Nach Kriegsende studierte Grisebach Chemie in Heidelberg, wo er 1951 promoviert wurde. 1951 bis 1953 war er wissenschaftlicher Assistent in Heidelberg und Tübingen sowie, nach einem Forschungsaufenthalt bei Melvin Calvin in Berkeley, Assistent an der TU Berlin. 
1960 wurde Grisebach in  Freiburg habilitiert. An der gleichen Universität wurde er 1963 außerordentlicher Professor und ein Jahr später  Ordinarius für Biochemie.
Seine Hauptforschungsgebiete waren die Biosynthese von Phenylpropanverbindungen (Flavonoiden, Lignin) in höheren Pflanzen, Biosynthese von Antibiotika sowie Induktionsmechanismen pflanzlicher Abwehrstoffe.
Die BASF hat 1990 zu Ehren Grisebachs den Hans-Grisebach-Preis gestiftet. Er wird jährlich für hervorragende Dissertationen auf dem Gebiet der Biologie und Molekularbiologie vergeben und ist mit 1300 Euro dotiert.
1976 wurde Grisebach zum Mitglied der Leopoldina berufen.
Hans Grisebachs Schwester ist die Literaturwissenschaftlerin und ehemalige Politikerin der Grünen Manon Andreas-Grisebach.